# Revsunds kyrka
Revsunds kyrka ligger i Revsunds socken i Bräcke kommun i Jämtland. Den är en av församlingskyrkorna i Revsund-Sundsjö-Bodsjö församling i Sydöstra Jämtlands pastorat inom Härnösands stift. Kyrkan är uppförd norr om sundet som förbinder sjöarna Anviksjön och Revsundssjön och som gett upphov till socknens och kyrkans namn Revsund. Någon by Revsund finns inte. Kyrkan ligger på mark som tillhör hemmanet Prästbordet.

## Kyrkobyggnaden

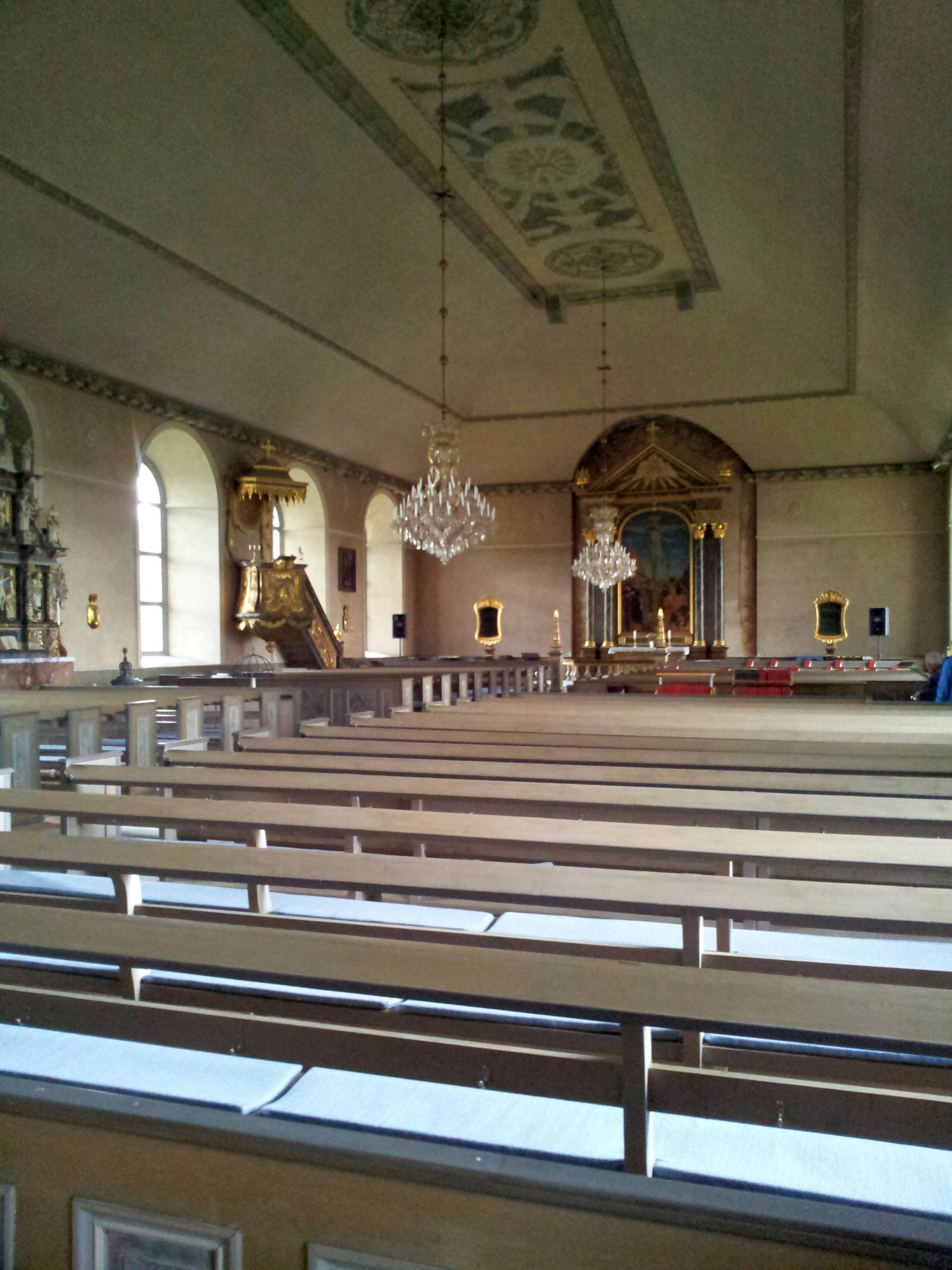
Interiör av kyrkan i augusti 2016.

Tidigare stenkyrka på platsen uppfördes på 1100-talet och revs 1876.
På 1840-talet lades grunden till nuvarande kyrka, men bygget avstannade. 1872 återupptogs arbetet enligt Ludvig Hedins ritningar och fullbordades 1876 då kyrkan invigdes av biskop Lars Landgren. 2 mars 1925 eldhärjades kyrkan, men merparten av de äldre inventarierna kunde räddas.

## Inventarier
- En bild av jungfru Maria med barnet och en bild av Sankt Olof är båda troligen från slutet av 1300-talet.
- Ett triumfkrucifix är från 1400-talet.
- Predikstolen är tillverkad 1651 av Per Ifvarsson.
- En rikt skulpterad kyrkdörr är tillverkad 1698 av Gregorius Raaf.[5]